# Puchar Norwegii w piłce siatkowej mężczyzn (2022/2023)
Puchar Norwegii w piłce siatkowej mężczyzn 2022/2023 – 72. sezon rozgrywek o siatkarski Puchar Norwegii, jednocześnie 54. sezon halowych mistrzostw Norwegii zorganizowany przez Norweski Związek Piłki Siatkowej (Norges Volleyballforbund, NVBF). Zainaugurowany został 17 września 2022 roku.
Rozgrywki składały się z 1. rundy, 1/16 finału, 1/8 finału, ćwierćfinałów, półfinałów i finału. W 1. rundzie drużyny rywalizowały w ramach pucharów regionalnych. Od 1/16 finału rozgrywki toczyły się w systemie pucharowym, a o awansie decydowało jedno spotkanie. W 1/16 finału oraz 1/8 finału pary tworzone były w miarę możliwości zgodnie z podziałem regionalnym, natomiast od ćwierćfinałów – w drodze losowania. W 1. rundzie uczestniczyły drużyny z lig niższych niż 1. divisjon, w 1/16 finału dołączyły zespoły z 1. divisjon, natomiast w 1/8 finału – drużyny z Mizunoligaen.
Finał odbył się 14 stycznia 2023 roku w Ekeberghallen w Oslo. Po raz jedenasty Puchar Norwegii zdobył TIF Viking Bergen, w finale pokonując Førde VBK.

## System rozgrywek
Rozgrywki o Puchar Norwegii w sezonie 2022/2023 składały się z 1. rundy, 1/16 finału, 1/8 finału, ćwierćfinałów, półfinałów oraz finału.
W 1. rundzie uczestniczyły drużyny, które w sezonie 2022/2023 grały w ligach niższych niż 1. divisjon. Rywalizacja toczyła się w formie turniejów o puchar poszczególnych regionów. Awans do 1/16 finału uzyskali zwycięzcy poszczególnych turniejów.
W 1/16 finału zwycięzcy pucharów regionalnych grali z drużynami z 1. divisjon w ramach poszczególnych regionów. Jeżeli w danym regionie nie było klubu grającego w 1. divisjon, wówczas zwycięzca pucharu regionalnego albo uzyskiwał bezpośredni awans do 1/8 finału, albo rywalizował z drużyną z regionu, który miał więcej niż jeden klub w 1. divisjon. Taka sytuacja występowała również wówczas, gdy w 1. divisjon grał wyłącznie klub, który posiadał zespół także w najwyższej klasie rozgrywkowej. Wówczas tworzył on parę ze zwycięzcą pucharu regionalnego w 1/8 finału.
Od 1/8 finału w rozgrywkach uczestniczyły drużyny grające w Mizunoligaen. Utworzyły one pary z zespołami, które awansowały z 1/16 finału, o ile to możliwe zgodnie z podziałem regionalnym. O awansie decydowało jedno spotkanie, którego gospodarzem była drużyna z niższej ligi.
W ćwierćfinałach i półfinałach pary powstały na podstawie losowania. O awansie decydowało jedno spotkanie, a gospodarzem meczu była drużyna, która wylosowana została jako pierwsza.
W finale rozgrywany był jeden mecz na neutralnym terenie.

## Drużyny uczestniczące
| Mizunoligaen (8 drużyn) | Mizunoligaen (8 drużyn) |
| ----------------------- | ----------------------- |
| Førde VBK               | finał                   |
| IL Koll                 | półfinał                |
| NTNUI                   | półfinał                |
| OSI                     | ćwierćfinał             |
| Randaberg IL            | ćwierćfinał             |
| TIF Viking Bergen       | zwycięstwo              |
| Torvastad IL            | ćwierćfinał             |
| BK Tromsø               | ćwierćfinał             |
| 1. divisjon (6 drużyn)  |                         |
| Rossvoll VBK            | 1/8 finału              |
| Sandnes VBK             | 1/8 finału              |
| Sarpsborg VBK           | 1/8 finału              |
| Sotra VBK               | 1/8 finału              |
| Vikersund/Asker         | 1/16 finału             |
| ØKSIL                   | 1/8 finału              |

| 2. divisjon (6 drużyn)  | 2. divisjon (6 drużyn) |
| ----------------------- | ---------------------- |
| Austrått IL             | 1/16 finału            |
| Bodø Volley             | 1/16 finału            |
| BTS Idrett              | 1/16 finału            |
| Polonia Oslo VBK        | 1/16 finału            |
| Studentspretten IL      | 1/8 finału             |
| Trondheim BK            | 1/8 finału             |
| 3. divisjon (2 drużyny) |                        |
| IL Dristug              | 1/8 finału             |
| Fræna VK                | 1/16 finału            |

## Rozgrywki

### 1. runda
| Region             | Zdobywca pucharu   |
| ------------------ | ------------------ |
| Hordaland          | BTS Idrett         |
| Møre og Romsdal    | Fræna VK           |
| Nord               | Bodø Volley        |
| Sogn og Fjordane   | Studentspretten IL |
| Sydvest (Agder)    | IL Dristug         |
| Sydvest (Rogaland) | Austrått IL        |
| Trøndelag          | Trondheim BK       |
| Øst                | Polonia Oslo VBK   |

### 1/16 finału
Region Hordaland
| 03.10.2022 19:30 (UTC+2) | BTS Idrett | 1:3 (25:20, 23:25, 23:25, 20:25) | Rossvoll VBK | Høgskulen på Vestlandet, Bergen Sędziowie: Martin Eriksen i Frode Andersen |

Region Møre og Romsdal
| 23.10.2022 14:00 (UTC+2) | Fræna VK | 0:3 (11:25, 14:25, 10:25) | Sotra VBK | Frænahallen, Elnesvågen Sędziowie: Hans Fredrik Nordhaug i Anniken Ervik |

Uwaga: Żaden klub z regionu Møre og Romsdal nie występował w 1. divisjon, stąd przeciwnikiem dla zdobywcy pucharu tego regionu była druga drużyna z regionu Hordaland grająca w 1. divisjon.
Region Nord
| 22.10.2022 12:30 (UTC+2) | Bodø Volley | 0:3 (16:25, 16:25, 17:25) | ØKSIL | Mørkvedbukta skole, Bodø Sędziowie: Robert Istvan Spilmann |

Region Sogn og Fjordane

Klub Studentspretten IL uzyskał bezpośredni awans do 1/8 finału, ponieważ jedyną drużyną z regionu Sogn og Fjordane grającą w sezonie 2022/2023 w 1. divisjon był drugi zespół Førde VBK, a zgodnie z regulaminem, jeżeli dany klub posiadał zespół zarówno w 1. divisjon, jak i w najwyższej klasie rozgrywkowej, ten z 1. divisjon nie miał prawa występować w 1/16 finału Pucharu Norwegii.
Region Sydvest (Agder)
| 22.10.2022 14:00 (UTC+2) | IL Dristug | 3:0 (27:25, 25:20, 25:21) | Vikersund/Asker | Åmlihallen, Åmli Sędziowie: Geir Vestbø i Ronny Eiksund Sterten |

Uwaga: Żaden klub z regionu Sydvest (Agder) nie występował w 1. divisjon, stąd przeciwnikiem dla zdobywcy pucharu tego regionu była druga drużyna z regionu Øst grająca w 1. divisjon.
Region Sydvest (Rogaland)
| 22.10.2022 14:00 (UTC+2) | Austrått IL | 0:3 (18:25, 21:25, 19:25) | Sandnes VBK | Forus Sportssenter, Røyneberg Sędziowie: Alaa Suliman Mohamed i Jonas Emanuel Gilje |

Region Trøndelag

Klub Trondheim BK uzyskał bezpośredni awans do 1/8 finału, ponieważ jedyną drużyną z regionu Trøndelag grającą w sezonie 2022/2023 w 1. divisjon był drugi zespół NTNUI, a zgodnie z regulaminem, jeżeli dany klub posiadał zespół zarówno w 1. divisjon, jak i w najwyższej klasie rozgrywkowej, ten z 1. divisjon nie miał prawa występować w 1/16 finału Pucharu Norwegii.
Region Øst
| 23.10.2022 13:00 (UTC+2) | Polonia Oslo VBK | 1:3 (20:25, 17:25, 25:23, 19:25) | Sarpsborg VBK | Nydalen idrettshall, Oslo Sędziowie: Trond Hagen i Thorleif Bjerke |

### 1/8 finału
| 02.11.2022 20:15 (UTC+1) | Trondheim BK | 0:3 (12:25, 21:25, 14:25) | NTNUI | Trondheim Spektrum, Trondheim Sędziowie: Vegard Gjerde Buset i Frida Skjelvik Aune |

| 05.11.2022 14:00 (UTC+1) | IL Dristug | 0:3 (14:25, 13:25, 18:25) | IL Koll | Åmlihallen, Åmli Sędziowie: Jan Edvartsen i Jonas Emanuel Gilje |

| 02.11.2022 19:30 (UTC+1) | Rossvoll VBK | 0:3 (17:25, 16:25, 13:25) | TIF Viking Bergen | Øystese idrettshall, Øystese Sędziowie: Svein Gunnar Bolstad i Eirin Olsvik Rydland |

| 02.11.2022 18:00 (UTC+1) | Studentspretten IL | 0:3 (9:25, 15:25, 15:25) | Førde VBK | Fosshaugane Campus – Fleirbrukshall, Sogndalsfjøra Sędziowie: Bård Terje Skogland i Eirik Wallevik Eide |

| 04.11.2022 18:00 (UTC+1) | Sandnes VBK | 0:3 (19:25, 14:25, 23:25) | Randaberg IL | Giskehallen II, Sandnes Sędziowie: Sanja Braculj i Bojan Kljajic |

| 05.11.2022 18:30 (UTC+1) | ØKSIL | 0:3 (21:25, 18:25, 18:25) | BK Tromsø | Øksneshallen, Øksnes Sędziowie: Håvard Hamansen-Wallstad i Kjetil Larsen |

| 02.11.2022 19:00 (UTC+1) | Sarpsborg VBK | 0:3 (14:25, 23:25, 19:25) | OSI | Kalneshallen, Sarpsborg Sędziowie: Trond Hagen i Neda Markovic |

| 05.11.2022 14:00 (UTC+1) | Sotra VBK | 1:3 (23:25, 18:25, 25:21, 19:25) | Torvastad IL | Hjeltefjorden Arena, Rong Sędziowie: Martin Eriksen i Svein Gunnar Bolstad |

### Ćwierćfinały
| 19.11.2022 20:00 (UTC+1) | IL Koll | 3:1 (23:25, 25:16, 25:18, 25:19) | Torvastad IL | Kringsjåhallen, Oslo Sędziowie: Igor Rakanovic i Neda Boskovic |

| 19.11.2022 14:00 (UTC+1) | Randaberg IL | 1:3 (19:25, 15:25, 25:23, 17:25) | TIF Viking Bergen | Randaberghallen, Randaberg Sędziowie: Bojan Kljajic i Sanja Braculj |

| 20.11.2022 14:00 (UTC+1) | BK Tromsø | 2:3 (23:25, 25:17, 25:20, 17:25, 15:17) | NTNUI | Tromsøhallen, Tromsø Sędziowie: Milana Macko i Martin Eriksen |

| 20.11.2022 15:00 (UTC+1) | Førde VBK | 3:0 (25:17, 25:21, 25:8) | OSI | Førdehuset, Førde Sędziowie: Frank Møllegaard i Jens Olav Rydningen |

### Półfinały
| 03.12.2022 13:00 (UTC+1) | TIF Viking Bergen | 3:2 (25:14, 25:14, 16:25, 22:25, 15:12) | IL Koll | Åsane Arena, Bergen Sędziowie: Geir Vestbø i Cato Siljander |

| 03.12.2022 18:00 (UTC+1) | NTNUI | 0:3 (17:25, 22:25, 20:25) | Førde VBK | Dragvollhallen, Trondheim Sędziowie: Frank Møllegaard i Vegard Gjerde Buset |

### Finał
| 14.01.2023 15:30 (UTC+1) | TIF Viking Bergen | 3:2 (23:25, 27:25, 26:24, 21:25, 15:11) | Førde VBK | Ekeberghallen, Oslo Sędziowie: Geir Vestbø i Håvard Wallstad |